# ミサヌール・ラーマン・アザリ
ミサヌール・ラーマン・アザリ (ベンガル語: মিজানুর রহমান আজহারী) バングラデシュ出身のイスラム教の著名な講演者、学者、説教者。
プライベートテレビチャンネルBaishakhi TVで放映されるイスラム番組Islam O Sundor Jibonを主催。宗教的見地から彼のスピーチで現代の社会問題を取り上げることによって、特に若い世代から人気を得ている

## 選択されたスピーチ
- 夫と妻の関係
- 家族
- 世界を破壊する方法
- 人とエレンの死*

## テレビ
| 年   | 題名                 | 役割       | チャンネル       | その他の注意事項                                                 |
| ---- | -------------------- | ---------- | ---------------- | ---------------------------------------------------------------- |
| 2010 | イスラームオディーン | 共催       | ATNバングラ      | イスラムトークショー                                             |
| 2011 | あなたの質問         | 共催       | NTV              | イスラムトークショー宗教的な問題と解決策                         |
| 2011 | 質問してください     | ゲスト出演 | RTV              | 宗教的な質問とソリューションベースのイスラムのライブトークショー |
| 2012 | イスラムと人生       | 共催       | バイシャキテレビ | イスラム番組                                                     |
| 2013 | 平和な方法e          | 共催       | バイシャキテレビ | イスラム番組[                                                    |

## 他のウェブサイト
- ミザヌール・ラーマン・アジャリ公式Facebook